# 加藤純子 (アナウンサー)
加藤 純子（かとう じゅんこ）は、日本のフリーアナウンサー、過去にアナウンスハウスに所属していた。元静岡朝日テレビアナウンサー。
リポーターやキャスターの出演もある。

## 過去の出演番組
- 東京メトロポリタンテレビジョン「東京NEWS」高瀬有紀子の代理[要出典]
- フジテレビ「おはよう!ナイスデイ」リポーター
- TBS「CBSイブニングニュース」ナレーション
- TBSラジオ「はやおき倶楽部」パーソナリティ
- 朝日ニュースター「海外ウィークリー」キャスター
- CSグリーンチャンネル「JAアワー」キャスター 他

## 車内放送
全国の私鉄を中心に車内ナレーションを多く担当する。
- 北海道旅客鉄道（JR北海道） - 現在は使用停止、2007年より大橋俊夫に変更[1][2]。
- 阿武隈急行
- 都営地下鉄新宿線 - 10-300形と直通車の京王9000系・5000系のみ担当。
- 相模鉄道
- 東葉高速鉄道
- つくばエクスプレス
- 横浜シーサイドライン - 現在[いつ?]は使用停止、松代有生に変更[3]。
- 東武鉄道 - リバティ・スペーシアXを除く特急のみ
- わたらせ渓谷鐵道
- しなの鉄道[4]
- 名古屋鉄道 - ミュースカイ・快速特急・特急・瀬戸線・ワンマン列車[5]を担当。
- 名古屋市営地下鉄上飯田線[6]
- 名古屋臨海高速鉄道あおなみ線 - 現在[いつ?]は使用停止、藤田ようこに変更[7]。
- 能勢電鉄※特急日生エクスプレスを除く
- 京阪石山坂本線 - 現在[いつ?]は使用停止、船渓真弓に変更。
- 西日本旅客鉄道（JR西日本）姫新線 - 上月以東、キハ127系・キハ122系のみ担当。
- くま川鉄道